# Altiura maculata
Altiura maculata är en fjärilsart som beskrevs av Clarke 1978. Altiura maculata ingår i släktet Altiura och familjen praktmalar, Oecophoridae. Inga underarter finns listade i Catalogue of Life.